# Si es tan solo amor
«Si es tan solo amor» es una canción de la banda de Pop rock española Revólver, publicada en su álbum de 1992 Si no hubiera que correr.

## Descripción
Calificada de mítica, y reconocida como uno de los mayores exponentes de la memoria musical colectiva de toda una generación de españoles, esta balada romántica de Pop rock se publicó por primera vez en el LP de la banda Si no hubiera que correr. Sin embargo este álbum no terminó de alcanzar reconocimiento de crítica o público y el tema se recuperaría para el LP Unplugged del grupo Básico, editado un año más tarde. Fue en esta segunda oportunidad cuando el tema se consagró como uno de los más recordados de la música española de la década de 1990, alcanzando además el número uno de la lista de éxitos de la prestigiosa cadena musical española Los 40 Principales.